# Catalina de Valois (1401-1437)
Catalina de Valois, también conocida como Catalina de Francia (París, 27 de octubre de 1401-Londres, 3 de enero de 1437), fue una princesa francesa, reina consorte de Enrique V de Inglaterra.

## Primeros años de vida
Era la menor de las seis hijas —de un total de doce vástagos— del rey Carlos VI de Francia y de Isabel de Baviera. Nació el 27 de octubre de 1401, en el hôtel Saint-Pol. Ya el rey Enrique IV de Inglaterra, había tratado de arreglar un matrimonio entre Catalina y su hijo, Enrique, príncipe de Gales, pero el monarca inglés falleció antes de hacer una proposición firme, por lo que se olvidó la idea hasta que fue retomada por su hijo.
Tradicionalmente, se acusa a Isabel de Baviera de haber sido una madre descuidada con Catalina, pero recientemente se cree que no es así: los libros de cuentas de la reina muestran una fuerte inversión en juguetes, apropiados para una princesa francesa, y textos sagrados. Para asegurar su formación, se educó en el monasterio de Poissy.

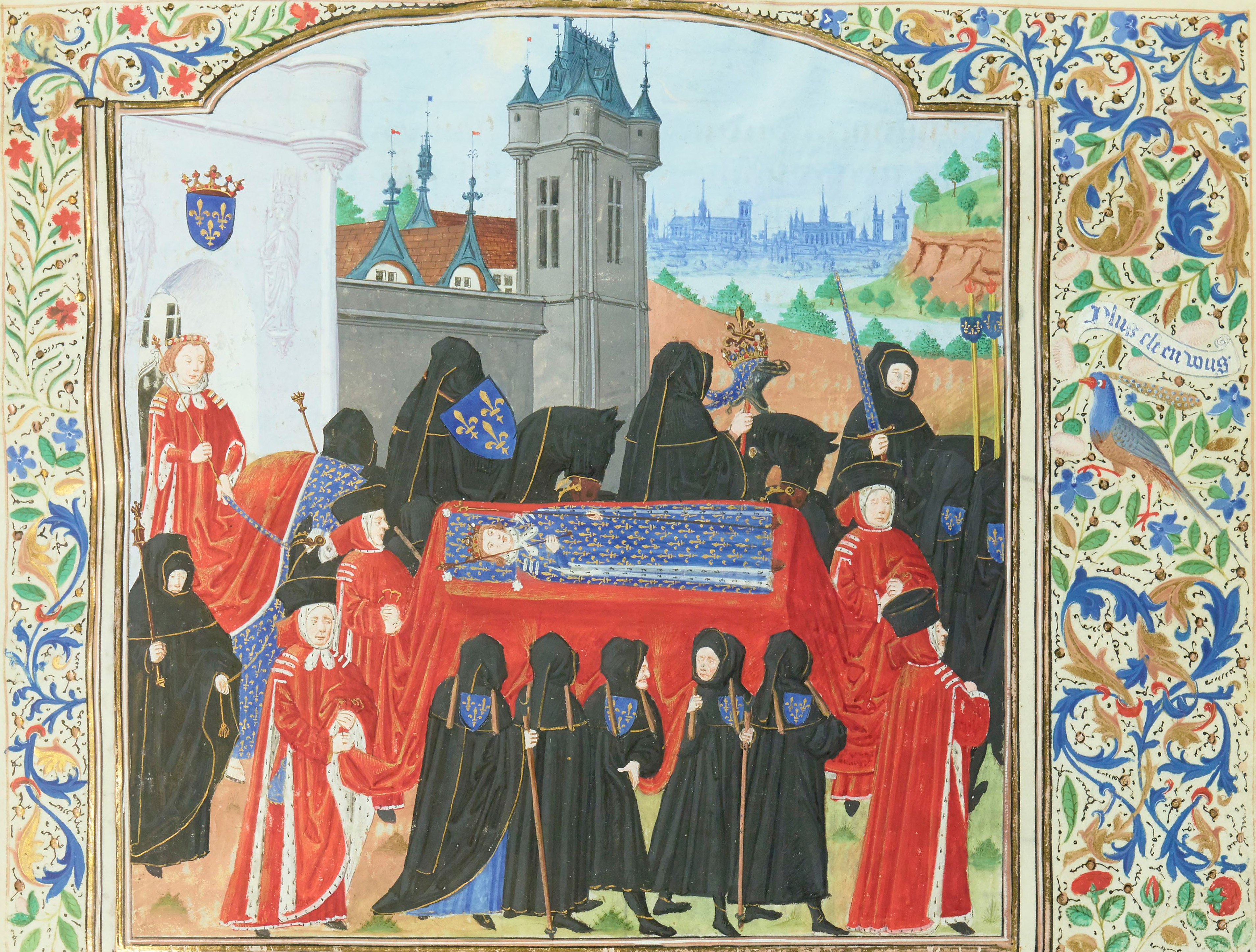
El hôtel Saint-Pol, en París, lugar de nacimiento de la reina.

### Matrimonio, Reina de Inglaterra, relaciones e hijos
De acuerdo a lo estipulado en el tratado de Troyes (1420), se casó en dicha ciudad, el 2 de junio de ese año, con el rey Enrique V de Inglaterra, el cual pidió como dote de su esposa nada menos que la corona de Francia para él y los descendientes de su matrimonio.

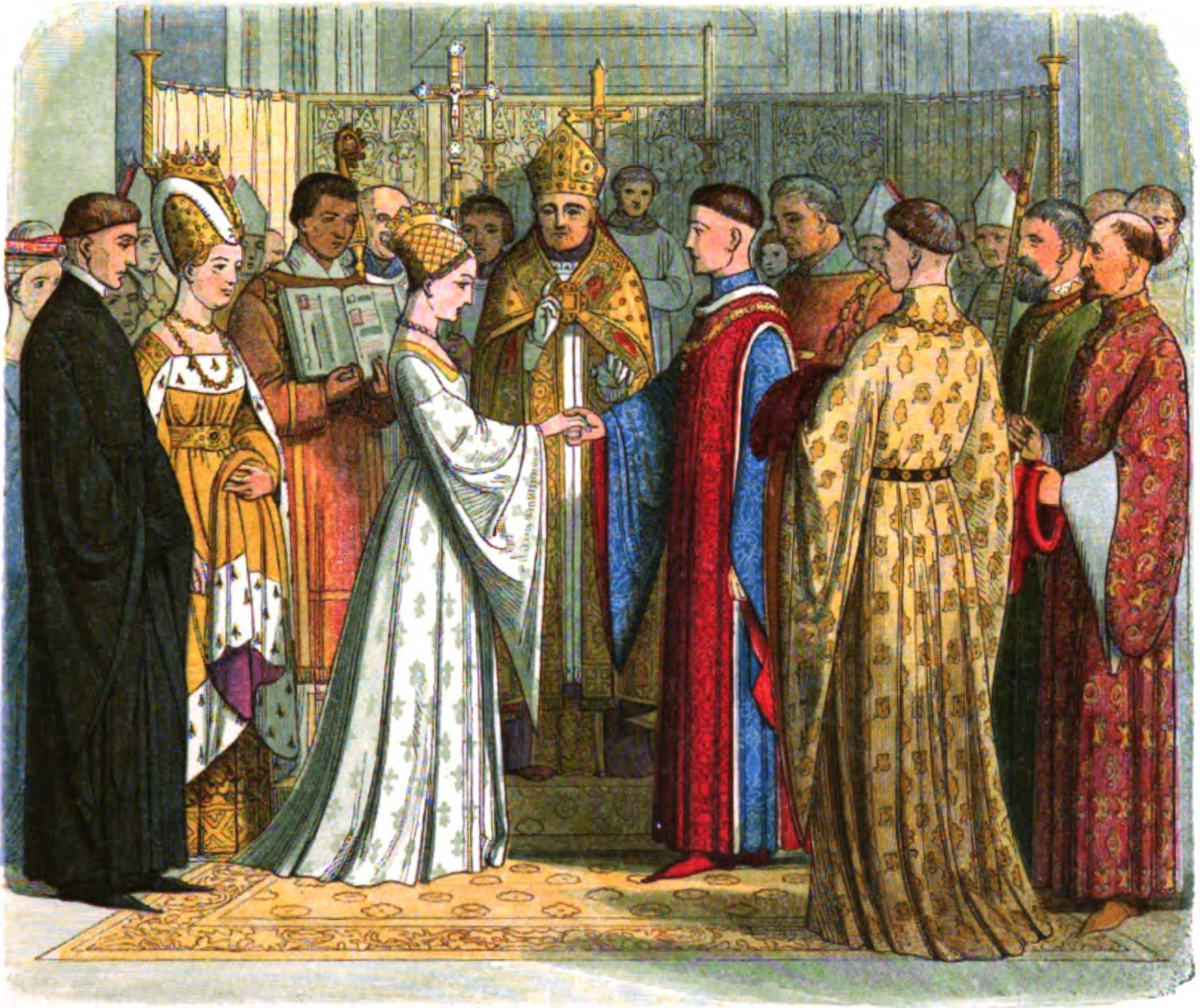
Boda de Catalina y Enrique. James William Edmund Doyle (1864).

El monarca francés, víctima de sus ataques de locura, se plegó a la voluntad de su yerno, el cual contaría con el apoyo de la propia reina Isabel, la cual llegará a declarar que su hijo el delfín Carlos (futuro Carlos VII de Francia) era bastardo y sin derechos a la sucesión, con lo que Enrique V tenía el camino libre para ocupar Francia, basándose en los derechos de su esposa.
Enrique V volvió a Inglaterra en diciembre de ese año, llevándose con él a su esposa Catalina, la cual nunca más volvería a su patria. 
En febrero de 1421 fue coronada reina de Inglaterra en la abadía de Westminster, y el 6 de diciembre de ese mismo año, en el castillo de Windsor, da a luz al futuro Enrique VI, proclamado de inmediato heredero de los tronos de Inglaterra y Francia.
En el bosque de Vincennes, el 31 de agosto de 1422, murió, víctima de disentería, el rey Enrique V, siendo sucedido por su hijo Enrique VI, de tan solo ocho meses de edad, bajo la tutela de sus tíos los duques de Bedford (en Francia) y de Exeter (en Inglaterra).
Catalina permanecía impotente al ver cómo su patria se despedazaba por la ambición de los ingleses, dividida entre su fidelidad a los Valois y su calidad de reina de Inglaterra. Fue exiliada de la corte por sus afinidades francesas y separada de su hijo, el niño-rey Enrique VI.
Fue entonces, alrededor del año 1425, cuando Catalina comenzó a tener relaciones con un atractivo y carismático noble galés, llamado Owen Tudor. En 1428 el Parlamento lanzó un decreto por el cual la reina no podía volver a contraer matrimonio sin el consentimiento del rey o de su Consejo. Los historiadores están divididos sobre si Catalina y Owen ya estaban casados para el momento de la prohibición o si se casaron en secreto al año siguiente, en 1429. Los cronistas de la época, sin embargo, no tuvieron reparos en declarar que la reina vivía con el galés «como marido».
De esta unión nacieron seis hijos:
- Tacinda (nacida c. 1425-fallecida en mayo de 1469), casada con Reginaldo de Winton, Lord Grey de Winton.
- Tomás (¿Owen?; nacido el 6 de noviembre de 1429-fallecido en 1501), que fue monje.
- Edmundo (nacido en Hadham, Bedfordshire, c. 1430-fallecido en el castillo de Carmarthen, Gales, el 1 de noviembre de 1456), creado conde de Richmond en 1452 por su medio hermano, el rey Enrique VI.
- Jasper (nacido c. 1431-fallecido el 21 de diciembre de 1495), creado conde de Pembroke (1452) y duque de Bedford (1485), fue el feudatario galés más poderoso durante guerra de las Dos Rosas; casado con Catalina Woodville (hermana menor de la reina Isabel, esposa de Eduardo IV).
- Una hija (nacida en ¿1434?-fallecida ?), que fue monja -su existencia es dudosa-.
- Margarita (¿Catalina?) (nacida y fallecida en 1437).

## Últimos años y muerte
Los tutores de Enrique VI, hartos de la irregular vida de la reina, tuvieron que tomar medidas drásticas: Catalina y Owen fueron separados de sus hijos y encarcelados. 
Owen fue encarcelado en el castillo de Wallingford, pero luego fue liberado. Años más tarde, tomó las armas defendiendo a la Casa de Lancaster en la guerra de las Dos Rosas, pero fue derrotado por los yorkistas y ejecutado el 2 de febrero de 1461.

Catalina fue confinada en la abadía de Bermondsey, en Londres, donde murió el 3 de enero de 1437, a los 35 años de edad -según algunos historiadores de una enfermedad y otros de parto-, siendo sepultada en la abadía de Westminster días después de su muerte.

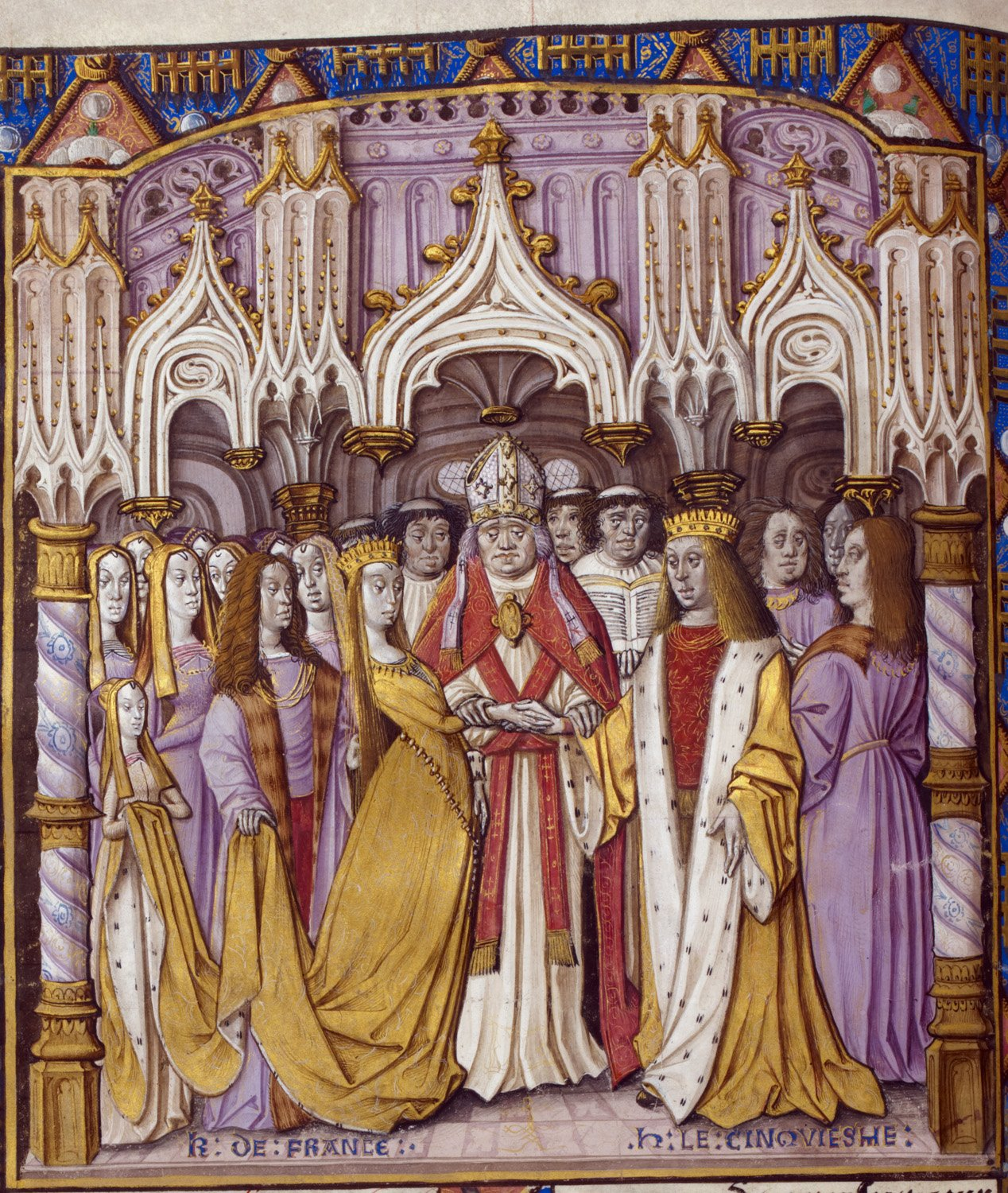
Catalina en su matrimonio con Enrique V.